# Sanja Vulić Vranković
Dr. sc. Sanja Vulić redovita je profesorica na Fakultetu hrvatskih studija Sveučilišta u Zagrebu i prodekanica za međunarodnu suradnju. Predaje predmete sa sadržajima iz hrvatskoga jezikoslovlja i hrvatske dijaspore. Voditeljica je Ljetne škole hrvatskoga jezika i kulture za nastavnike i studente hrvatskoga jezika iz dijaspore te voditeljica projekta Suradnja s hrvatskim autohtonim zajednicama u dijaspori.
Bila je voditeljica Hrvatskoga povijesnoga instituta u Beču od 2007. do 2011. Piše jezičnu kolumnu u mjesečniku Matica Hrvatske matice iseljenika.
Držala je gostujuća predavanja na visokoškolskim ustanovama i sveučilištima u Austriji (2001, 2007, 2018), Bugarskoj (2006), Mađarskoj (2007, 2013, 2018), Poljskoj (2010, 2013, 2014), Sloveniji (2011), Rumunjskoj (2011, 2016), Njemačkoj (2012), Kanadi (2015) i Japanu (2016) te u Hrvatskom prevoditeljskom odjelu Europske komisije u Luxembourgu (2016).
Autorica je i suautorica 10 knjiga,  više od 180 znanstvenih radova, oko 300 stručnih radova te oko 480 kraćih radova pretežito popularnoznanstvenoga sadržaja. Uredila je i(li) priredila za tisak 17 knjiga. 
Držala je izlaganja na 194 znanstvena i stručna skupa u Hrvatskoj i u inozemstvu (Australija, Austrija, Mađarska, Poljska, Češka, Slovačka, Italija, Rumunjska, Bugarska, Slovenija, Vojvodina, Bosna i Hercegovina). 
Održala je petnaestak pozvanih predavanja nastavnicima i učiteljima hrvatskoga jezika u dijaspori i u Hrvatskoj. Još je održala 210 javnih predavanja u domovini i dijaspori (Njemačka, Austrija, Mađarska, Slovačka, Slovenija, Vojvodina, Crna Gora, Bosna i Hercegovina).

## Znanstvena i nastavna djelatnost
- Profesioncalni životopis 7.5.2020.
- Hrvatska znanstvena bibliografija
- LinkedIN[neaktivna poveznica]

## Poveznice
- Dijalektologija
- Jezikoslovlje
- Hrvatska matica iseljenika
- Fakultet hrvatskih studija

## Vanjske poveznice
- Sanja Vulić Scientific Commons  Arhivirana inačica izvorne stranice od 26. rujna 2007. (Wayback Machine)
- Sanja Vulić: Hrvatska pučka imena božićnih blagdana u dijaspori  Arhivirana inačica izvorne stranice od 4. lipnja 2008. (Wayback Machine)
- Sanja Vulić: Hrvatska pučka imena božićnih blagdana u dijaspori  Arhivirana inačica izvorne stranice od 4. lipnja 2008. (Wayback Machine)
- Hrvati u Mađarskoj  Arhivirana inačica izvorne stranice od 1. kolovoza 2007. (Wayback Machine)
- Klasje naših ravnih  Arhivirana inačica izvorne stranice od 6. studenoga 2007. (Wayback Machine)
- Književni krug Split  Arhivirana inačica izvorne stranice od 11. lipnja 2007. (Wayback Machine)
- Condicio linguae, Naklada Tusculum[neaktivna poveznica]

## Izbor online tekstova
- Kajkavski govori podravskih Hrvata u Mađarskoj[neaktivna poveznica]
- Grga Andrin i hrvatska štokavska dijalekatna književnost  Arhivirana inačica izvorne stranice od 27. rujna 2007. (Wayback Machine)
- Matica Iseljenika hrvatska pučka imena božićnih blagdana u dijaspori  Arhivirana inačica izvorne stranice od 4. lipnja 2008. (Wayback Machine)
- Inojezični utjecaji na govore Hrvata u Slovačkoj  Arhivirana inačica izvorne stranice od 8. veljače 2008. (Wayback Machine)
- Odnos dijalekta i standardnoga jezika s posebnim osvrtom na Hrvate u Bačkoj  Arhivirana inačica izvorne stranice od 6. svibnja 2012. (Wayback Machine)